# Setswanština

Rozšíření jazyka v Jihoafrické republice

Setswana, také tswanština nebo bečuánština, je bantuský jazyk, kterým hovoří asi pět milionů Tswanů v Botswaně a Jihoafrické republice.

## Popis
Podle Guthrieho klasifikace jazyků patří setswana do nejjižnější skupiny S bantuských jazyků (společně s jazyky sesotho a xhosa). Hovoří jím tři a půl až čtyři miliony obyvatel JAR, především v bývalém bantustanu Bophuthatswana. Je jedním z jedenácti oficiálních jazyků Jihoafrické republiky. V Botswaně se počet mluvčích odhaduje na něco přes milion, zároveň slouží jako lingua franca, kterou používají k domlouvání i příslušníci dalších etnik. Setswana je spolu s angličtinou úředním jazykem Botswany. Také v Namibii žije tswanská menšina, která čítá okolo šesti tisíc osob.

## Historie
Jazyk popsal v roce 1806 německý cestovatel Heinrich Lichtenstein. Robert Moffat přeložil Bibli do tohoto jazyka. Nejvýznamnějším spisovatelem v tswanštině byl národní buditel Solomon Plaatje (1876–1932).

## Morphonologie
Jako všechny bantuské jazyky je setswana tónický jazyk, používá i mlaskavky. Podstatná jména jsou rozdělena podle významu do deseti tříd, které určují skloňování. To se děje pomocí předpon - např. název řeči setswana vznikl přidáním předpony se- k názvu národa Tswana.

## Příklady

### Číslovky
| Setswansky | Česky |
| nngwe      | jeden |
| pedi       | dva   |
| tharo      | tři   |
| nne        | čtyři |
| tlhano     | pět   |
| thataro    | šest  |
| supa       | sedm  |
| robedi     | osm   |
| robongwe   | devět |
| (le)some   | deset |

## Vzorový text
Otčenáš (modlitba Páně):
Rara wa rona
yo o kwa legodimong,
leina ja gago a le itshepisiwe